# Zătreni
Zătreni là một xã thuộc hạt Vâlcea, România. Dân số thời điểm năm 2002 là 4605 người.